# Alles im Eimer (Film)
Alles im Eimer lautet der Titel eines deutschen Kinofilms, der 1981 produziert wurde und zur Reihe der „Didi“-Filme des Hauptdarstellers Dieter Hallervorden zählt.

## Handlung
Der Erfinder Leo Bergert steckt in Schwierigkeiten. Die Vorführung eines neuen, von ihm entwickelten Energiesparmotors samt neuartigem Treibstoff war ein totaler Fehlschlag. Statt zu funktionieren, explodiert der Motor und damit auch Bergerts Traum von einer großen Karriere, Ruhm, Geld und Anerkennung. Stattdessen muss Bergert erneut seine wohlhabende Tante Effie aufsuchen, die bisher seine Forschungsprojekte finanziell unterstützte. Doch von einer weiteren Geldspritze will die reiche Tante rein gar nichts wissen. Leo steht damit vor dem Ruin. Zahlreiche Gläubiger sitzen ihm im Nacken, die endlich ihre Schulden eintreiben wollen.
Zu allem Überfluss trifft Bergert in seiner Wohnung seinen alten Freund Norbert an, der morgens um zehn Uhr noch verschlafen und betrunken ist und bei ihm übernachtet hat. Norbert ist aber nicht allein, sondern hat gleich eine Prostituierte mitgenommen, die nackt im Bett liegt und 350 DM Lohn verlangt.
Endgültig fassungslos zeigt er sich aber dann, als eine junge Lady auftaucht, Rock und Jacke auszieht und in seiner Wohnung zu singen und zu tanzen beginnt. Norbert hatte ihr erzählt, dass er und Leo Bergert ein Showunternehmen gründen und sie eventuell engagieren würden.
Abgerundet wird das ganze Drama dadurch, dass Bergerts Verlobte Franziska aufkreuzt. Alle Versuche, die beiden Frauen vor Franziska zu verstecken und aus der Wohnung zu werfen, scheitern; sie entdeckt die beiden leicht bekleideten Damen und wittert einen Betrug durch ihren Verlobten. Wütend verlässt sie die Wohnung, kündigt Bergert ihre Liebe auf und lässt ihn verzweifelt zurück.
Nach dieser letzten Katastrophe beschließt Leo Bergert, seinem Leben durch einen Selbstmord ein Ende zu setzen, doch auch hierbei reißt seine Pechsträhne nicht ab. Es gelingt ihm nicht, sich selbst zu töten. Er lernt aber den Kleinkriminellen Max kennen, den er damit beauftragt, ihn am folgenden Tag umzubringen.
Doch schon einen Tag später ändert sich die gesamte Situation schlagartig: Tante Effie will ihn nun doch weiter finanzieren, und Franziska ließ sich von Norbert davon überzeugen, dass sie Leo zu Unrecht beschuldigt hatte. Aber der Auftragsmörder ist bestellt, und zudem lauern noch Larry, der Zuhälter, sowie der Gerichtsvollzieher.

## Kritiken
„Albernes ‚Didi‘-Hallervorden-Lustspiel voller Klamauk und Geschmacklosigkeiten.“

## DVD-Veröffentlichung
Der Film Alles im Eimer ist am 26. Mai 2006 bei Turbine-Medien auf DVD erschienen.